# Búho Gris

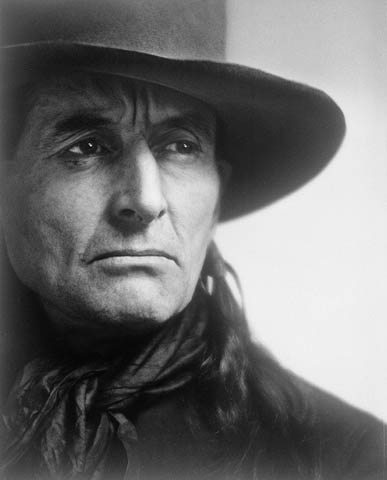
Búho Gris (Archibald Belaney) en 1936.

Archibald Belaney (18 de septiembre de 1888-13 de abril de 1938), conocido como Búho Gris (Grey Owl), fue un conservacionista, trampero y escritor nacido en el Reino Unido que se hizo pasar por un indio de las Primeras Naciones (Canadá).«De un muchacho británico, criado por su abuela paterna y dos tías, [pasó a ser] un icono de los nativos americanos y activista ecológico». Mientras que alcanzó la fama como conservacionista durante su vida, después de su muerte la revelación de que no era indígena, junto con otras falsedades autobiográficas, afectó negativamente su reputación. 
Belaney destacó como un notable autor y conferenciante, principalmente en temas ambientales. Trabajando con el National Parks Branch, Búho Gris se convirtió en el tema de muchas películas y fue nombrado "cuidador de animales de parque" en el parque nacional Riding Mountain en Manitoba en 1931. Junto con sus numerosos artículos, libros, películas y conferencias, sus opiniones sobre la conservación fueron más allá de las fronteras de Canadá. Sus puntos de vista conservacionistas se centraron en gran medida en el impacto de los humanos en la naturaleza a través de su mercantilización de los recursos naturales con fines de lucro, y la necesidad de que los humanos desarrollaran un respeto por el mundo natural.
El reconocimiento de Belaney ha incluido biografías, una placa histórica en su lugar de nacimiento y una película biográfica de 1999 sobre su vida del director Richard Attenborough. Pierce Brosnan fue el actor que representó el papel de Búho Gris.